# Roman Grafe
Roman Grafe (* 1968) ist ein deutscher Autor und Journalist.

## Leben
Roman Grafe wurde 1968 im Nordosten der DDR geboren. Nachdem er 1985 einen Ausreiseantrag gestellt hatte, konnte er schließlich im Januar 1989 in die Bundesrepublik Deutschland übersiedeln. Danach studierte er Journalistik an der Journalistenschule St. Gallen in der Schweiz. Seit 1993 arbeitet er als Autor und freier Journalist unter anderem für die ARD, die Süddeutsche Zeitung, die FAZ und Die Zeit. Seine Bücher behandeln überwiegend DDR-Geschichte, vor allem die Geschichte der Innerdeutschen Grenze und die Prozesse gegen die Mauerschützen und ihre Befehlsgeber.
Grafe präsentierte seine Forschungserkenntnisse vielfach an Schulen in Deutschland, wobei er das Rollenspielprinzip nutzt.
Nach dem Amoklauf von Winnenden im März 2009 gründete Grafe mit anderen die Initiative Keine Mordwaffen als Sportwaffen!, die sich für eine Verschärfung des Waffenrechts und insbesondere ein Verbot von tödlichen Schusswaffen im Schießsport einsetzt. Eine entsprechende Klage vor dem Bundesverfassungsgericht blieb jedoch ohne Erfolg.

## Klage gegen das BuchDeutsche Gerechtigkeit
Größere mediale Aufmerksamkeit erhielt das Buch Deutsche Gerechtigkeit von Grafe, als  das Landgericht Berlin 2006 die Verbreitung des Werkes untersagte. Der ehemalige Politoffizier der DDR-Grenztruppen Sven Hüber, der nach der Deutschen Wiedervereinigung in eine gehobene Position bei der Bundespolizei gelangte, hatte gegen eine identifizierende Berichterstattung über seine Person geklagt. Dem Kläger werde in dem Buch indirekt eine moralische Mitschuld am Tod von Chris Gueffroy vorgeworfen. Der Kläger war als Politoffizier zuständig für den Grenzabschnitt, in dem Gueffroy, das letzte Todesopfer an der Berliner Mauer, das durch Waffeneinsatz an der innerdeutschen Grenze ums Leben kam, erschossen wurde. Der Verlag und Grafe sowie die Süddeutsche Zeitung legten gegen die Entscheidungen des Landgerichts Berufung ein. Am 16. und 19. März 2007 wurden daraufhin vom Kammergericht Berlin sowohl das Verbot der namentlichen Nennung im Buch als auch das Verbot der identifizierenden Medienberichterstattung aufgehoben.
siehe auch Juristische Auseinandersetzung um Hübers DDR-Vergangenheit und Persönlichkeitsrechte

## Publikationen
Bücher
- Die Grenze durch Deutschland – eine Chronik von 1945 bis 1990. Siedler Verlag, Berlin 2002, ISBN 3-88680-744-4.
- Deutsche Gerechtigkeit – Prozesse gegen DDR-Grenzschützen und ihre Befehlsgeber. Siedler Verlag, München 2004, ISBN 3-88680-819-X.
- Die Wandzeitung. Das Vergehen des Thomas Jonscher. Eine Geschichte aus der DDR. Zeitgeschichten e. V., Halle 2008, ISBN 398081209X
- Hrsg.: Die Schuld der Mitläufer. Anpassen oder Widerstehen in der DDR. Mit Texten von Wolf Biermann u. a. Pantheon, München 2009, ISBN 978-3-570-55106-6.
- Mehr Licht. Das Lebenswerk des Roten Itting.  Mitteldeutscher Verlag, Halle 2012, ISBN 978-3-89812-941-1.
- Schöne Grüße aus der DDR. Fotos von Dietmar Riemann und Texte von Roman Grafe. Mitteldeutscher Verlag, Halle 2012, ISBN 978-3-89812-943-5.
- Spaß und Tod. Vom Sportwaffen-Wahn. Mitteldeutscher Verlag, Halle 2019, ISBN 978-3-96311-128-0.

Radio-Features (Auswahl)
- Zur Vermeidung weiterer Provokationen. Die kurze Lebensgeschichte des Michael Gartenschläger. SWR/SR 2003
- Eine Stadt im Dreck. Zivildienst in Tijuana. SWR/SR 2004

Hörgeschichten
- Zeit ist Geld. Die Bahnkatastrophe von Eschede. Eigenverlag 2008 / NDR 2008
- Sie können mich einsperren, ich bin bereit. Wie zwei fränkische Pfarrer mit ihrer Gemeinde den Nazis trotzten. Eigenverlag 2020 / HR 2021
- Ich geh dort kaputt. Die Flucht des NVA-Soldaten André Rößler. Eigenverlag 2021

Filme
- Mehr Licht. Das Lebenswerk des Franz Itting. Deutschland 2005 / MDR 2007 (Buch und Regie)
- Eingeschlossen, abgeriegelt. Die Grenze durch Deutschland 1945–1990. Deutschland 2007 (Buch und Regie)

Vorträge
- Die Privilegierung von Staatskriminellen. Prozesse gegen DDR-Grenzschützen und ihre Befehlsgeber (1990 bis 2004) (Memento vom 6. Februar 2012 im Internet Archive). Vortrag an der Universität Trient, 22. April 2006.

Artikel
- Das Selbstbehauptungsrecht eines Unrechtsstaates